# 과역동초등학교
과역동초등학교는 대한민국 전라남도 고흥군 과역면 원연등길 72-5 (연등리)에 있었던 공립 초등학교이다.

## 학교 연혁
- 1937년 7월 1일 과역공립보통학교 부설 호덕간이학교 개교(설립인가 5월 20일)
- 1944년 4월 1일 호덕공립국민학교로 승격
- 1963년 5월 1일 과역동국민학교로 변경
- 1992년 3월 1일 백일분교장 본교 편입
- 1996년 3월 1일 과역동초등학교로 개칭
- 2007년 3월 1일 과역초등학교로 통폐합